# نقطة متطابقة
في الرياضيات، تعرف النقطة المتطابقة (أو التطابق على سبيل الاختصار) لاثنين من التخطيطات بأنها نقطة تقع في المجال ولها نفس النقطة الصورية في كلا التخطيطين.
فإذا كان لدينا تخطيطان
{\displaystyle f,g\colon X\rightarrow Y}
نقول إن النقطة x في X هي النقطة المتطابقة لـf وg إذا كان f(x) = g(x).
وتعد نظرية التطابق (لدراسة النقاط المتطابقة) في أغلب الأحوال مبدأ عامًا من مبادئ نظرية النقطة الثابتة - دراسة نقاط x حيث f(x) = x ونظرية النقطة الثابتة هي حالة خاصة من حالات النقطة المتطابقة حينما تكون X = Y حيث g هو التخطيط المحايد.
وكما أن نظرية النقطة الثابتة لها مبرهنة النقطة الثابتة، هناك مبرهنات تؤكد وجود النقاط المتطابقة في زوج من التخطيطات. ومن أشهر هذه المبرهنات في وضع متعدد الشعب، مبرهنة ليفشتس للنقاط الثابتة، التي تشتهر فقط في معادلة الحالة الخاصة للنقاط الثابتة.
وتدرس النقاط المتطابقة، مثل النقاط الثابتة، في يومنا هذا باستخدام أدوات عدة منها التحليل الرياضي والطوبولوجيا. والمكافئ هو المبدأ العام لوضع التطابق.